# Gare de Hœrdt
Gare de Hœrdt – przystanek kolejowy w miejscowości Hœrdt, w departamencie Dolny Ren, w regionie Grand Est, we Francji. Jest zarządzany przez SNCF i obsługiwany przez pociągi TER Grand Est.

## Położenie
Znajduje się na linii Strasbourg – Lauterbourg, na km 7,193 między stacjami Vendenheim i Weyersheim, na wysokości 137 m n.p.m.

## Historia
Stacja została otwarta 17 lipca 1855 przez Compagnie des chemins de fer de l’Est wraz z odcinkiem linii między Vendenheim i Haguenau.

## Linie kolejowe
- Linia Vendenheim – Wissembourg